# Geraldus Puig
Geraldus Puig fou un compositor medieval (S. XV) que en l'any 1451 regí el magisteri a la Catedral de Girona. Va participar en les primeres esmentacions de l'orgue a la seu de Girona entre els anys 1363 i 1496.